# ANNM
ANNM (ang. Ammonium Nitrate – NitroMethane) – materiał wybuchowy otrzymywany przez zmieszanie azotanu amonu z nitrometanem. Jest najsilniejszym  materiałem wybuchowym wśród mieszanek azotanu amonu. Mieszanka zazwyczaj wykonywana jest w proporcji 6:4 (60% azotanu amonu, 40% nitrometanu wagowo). Wadą mieszanki w takiej proporcji jest jej mazista konsystencja. Czasami stosuje się mieszankę z większą zawartością azotanu amonu, aby zmniejszyć jej płynność i ułatwić przechowywanie. ANNM jest bardziej wrażliwa na wstrząsy niż ANFO (mieszanka azotanu amonu z paliwami). Podczas detonacji głównymi powstającymi związkami są H2O, CO2, N2:
3NH4NO3 + 2CH3NO2 → 4N2 + 2CO2 + 9H2O
Czasami z powodu zanieczyszczeń wydzielają się trujące gazy.